# Дудино (Весьегонский район)
Дудино — деревня в Весьегонском муниципальном округе Тверской области.

## География
Деревня находится в северо-восточной части Тверской области на расстоянии приблизительно 23 км на юг-юго-восток по прямой от районного центра города Весьегонск.

## История
Возрождена на месте одноименной пустоши карелами-переселенцами в 1620—1630-е годы. Дворов (хозяйств) было 18 (1859 год), 31 (1889), 49 (1931), 36 (1963), 14 (1993), 6(2008), 4 (2020),. До 2019 года входила в состав Чамеровского сельского поселения до упразднения последнего.

## Население
Численность населения: 100 человек (1859 год), 133 (1889), 195 (1931), 101 (1963), 28 (1993),, 14 (64 % русские, 36 % карелы) в 2002 году, 6 в 2010.